# XXX (film)
 For alternative betydninger, se XXX. (Se også artikler, som begynder med XXX)
XXX (eller xXx), er en amerikansk actionfilm fra 2002 instrueret af Rob Cohen og med Vin Diesel i hovedrollen som Xander Cage, en ekstrem sport entusiast, stuntman og spion for National Security Agency, der bliver sendt på en farlig mission i Centraleuropa for at infiltrere en gruppe af potentielle terrorister. XXX har

også medvirkende som blandt andet Samuel L. Jackson, Asia Argento, Marton Csokas, William Hope, Michael Roof og Danny Trejo.
Filmen modtog blandede anmeldelser, men var en økonomisk succes for filmselskaberne – indtjente
$277.448.382 på verdensplan i forbindelse med biografsalget. Den blev efterfulgt af XXX: State of the Union i 2005 og der er ligeledes planlagt en tredje film, xXx: The Return of Xander Cage ifølge IMDb. Filmen blev markedsført som det nye årtusinds svar på James Bond.

## Eksterne Henvisninger
- XXX på Internet Movie Database (engelsk)
- XXX på Filmdatabasen
- XXX på Scope
- XXX i Svensk Filmdatabas (svensk)
- XXX i Svensk mediedatabas (svensk)
- XXX på AlloCiné (fransk)
- XXX på MovieMeter (nederlandsk)
- XXX på AllMovie (engelsk)
- XXX hos American Film Institute (engelsk)
- XXX hos British Film Institute (engelsk)

1. ↑  Navnet er anført på engelsk og stammer fra Wikidata hvor navnet endnu ikke findes på dansk.